# Пино (коммуна)
Пино (фр. Pino, корс. Pinu) — коммуна во Франции, находится в регионе Корсика. Департамент коммуны — Верхняя Корсика. Входит в состав кантона Кап-Корс. Округ коммуны — Бастия.
Код INSEE коммуны — 2B233.

## Население
Население коммуны на 2008 год составляло 179 человек.
| 1962 | 1968 | 1975 | 1982 | 1990 | 1999 | 2008 |
| ---- | ---- | ---- | ---- | ---- | ---- | ---- |
| 265  | 269  | 200  | 137  | 143  | 150  | 179  |

## Экономика
В 2007 году среди 79 человек в трудоспособном возрасте (15—64 лет) 54 были экономически активными, 25 — неактивными (показатель активности — 68,4 %, в 1999 году было 53,4 %). Из 54 активных работали 47 человек (30 мужчин и 17 женщин), безработных было 7 (2 мужчины и 5 женщин). Среди 25 неактивных 3 человека были учениками или студентами, 11 — пенсионерами, 11 были неактивными по другим причинам.

## Фотогалерея

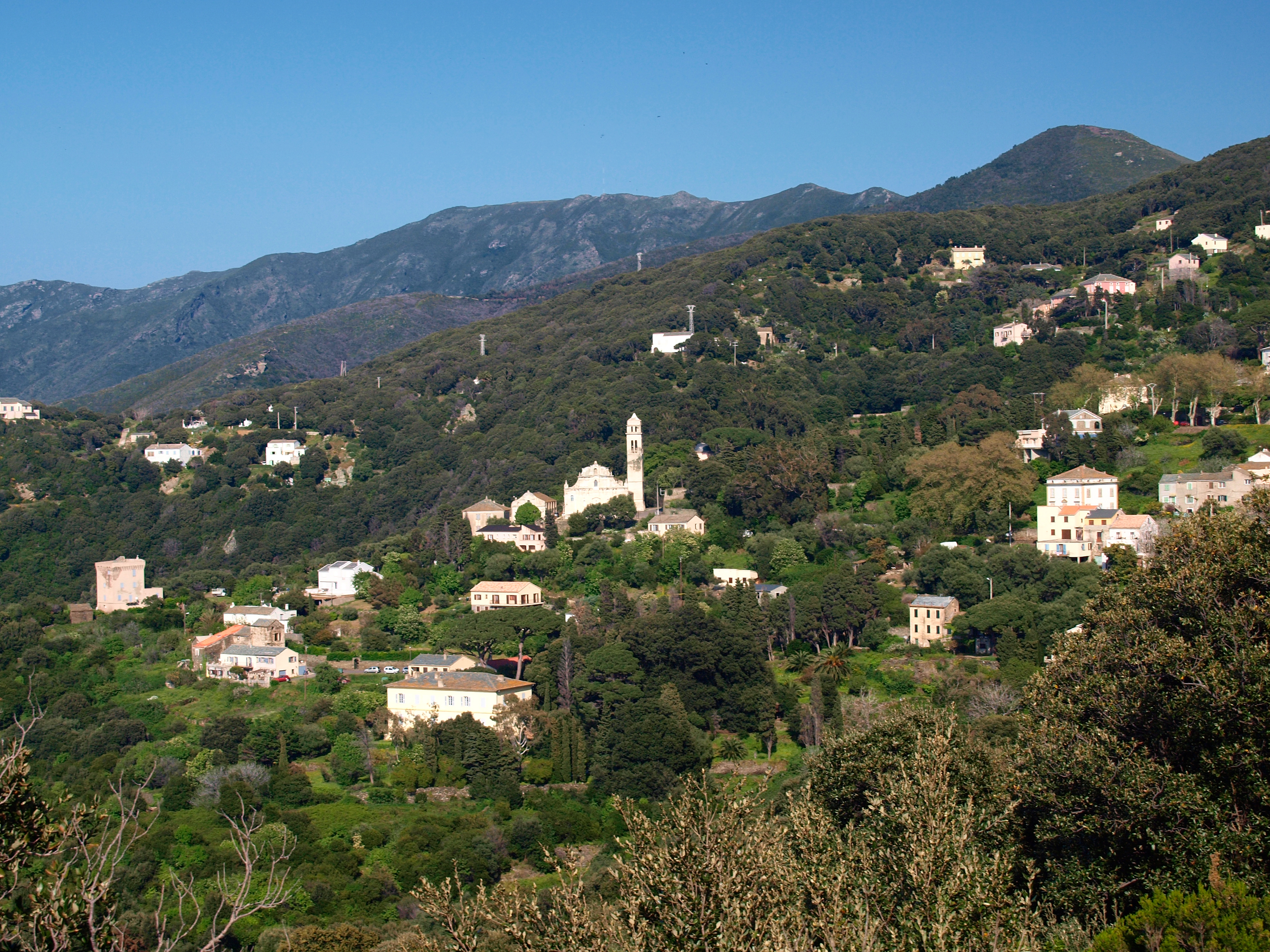
Пино
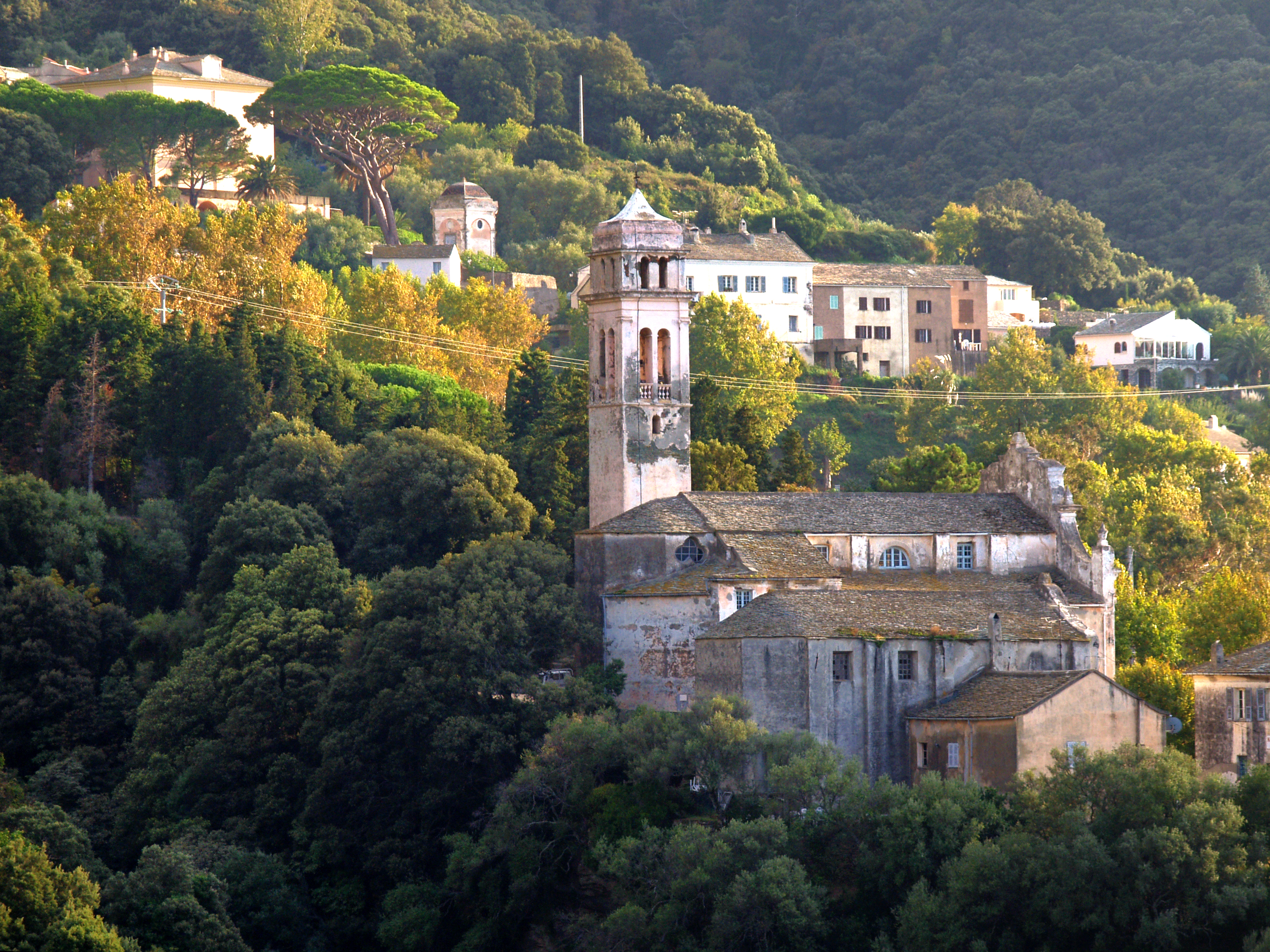
Церковь Санта-Мария Ассунта
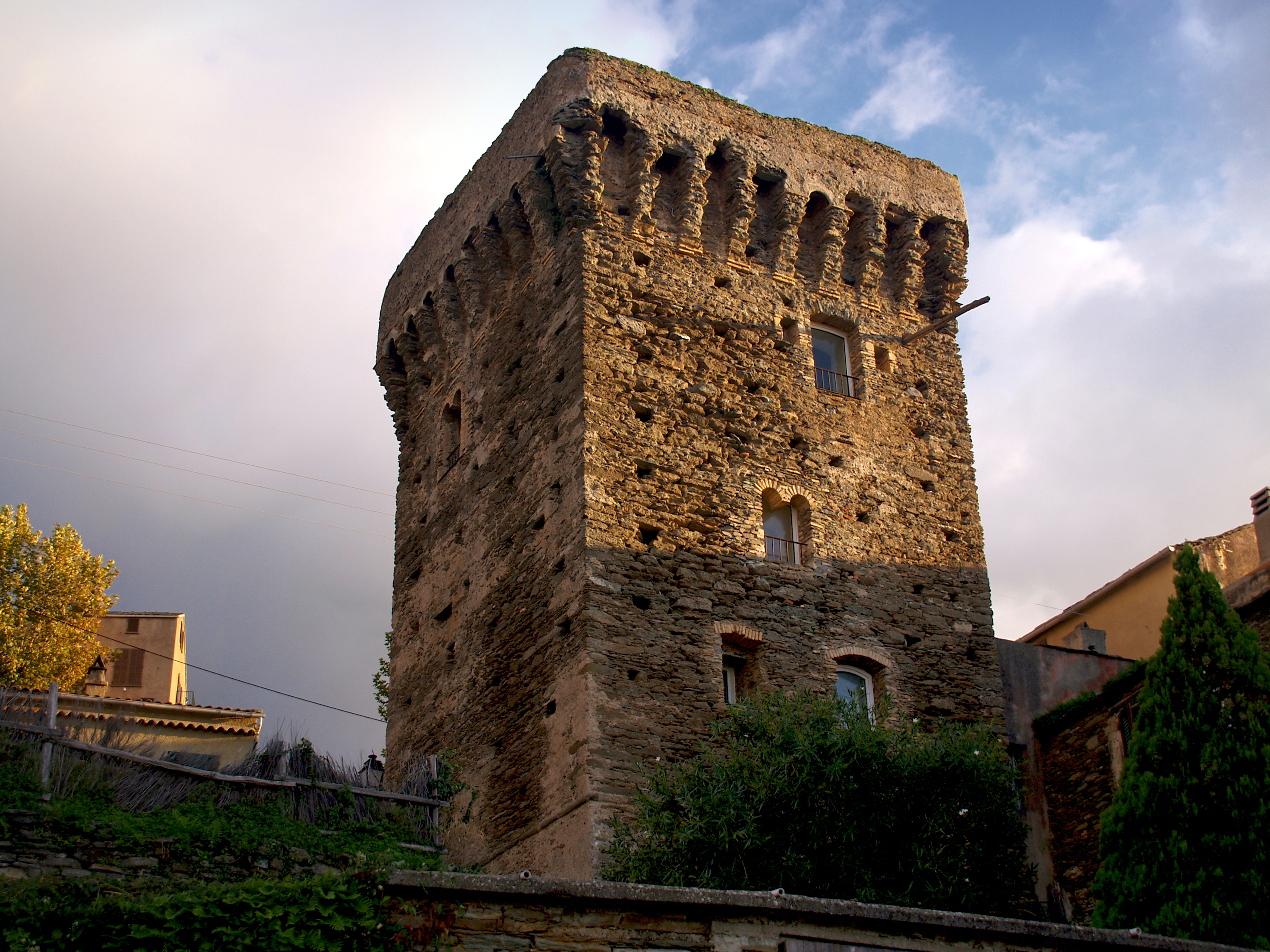
Башня Ciocce
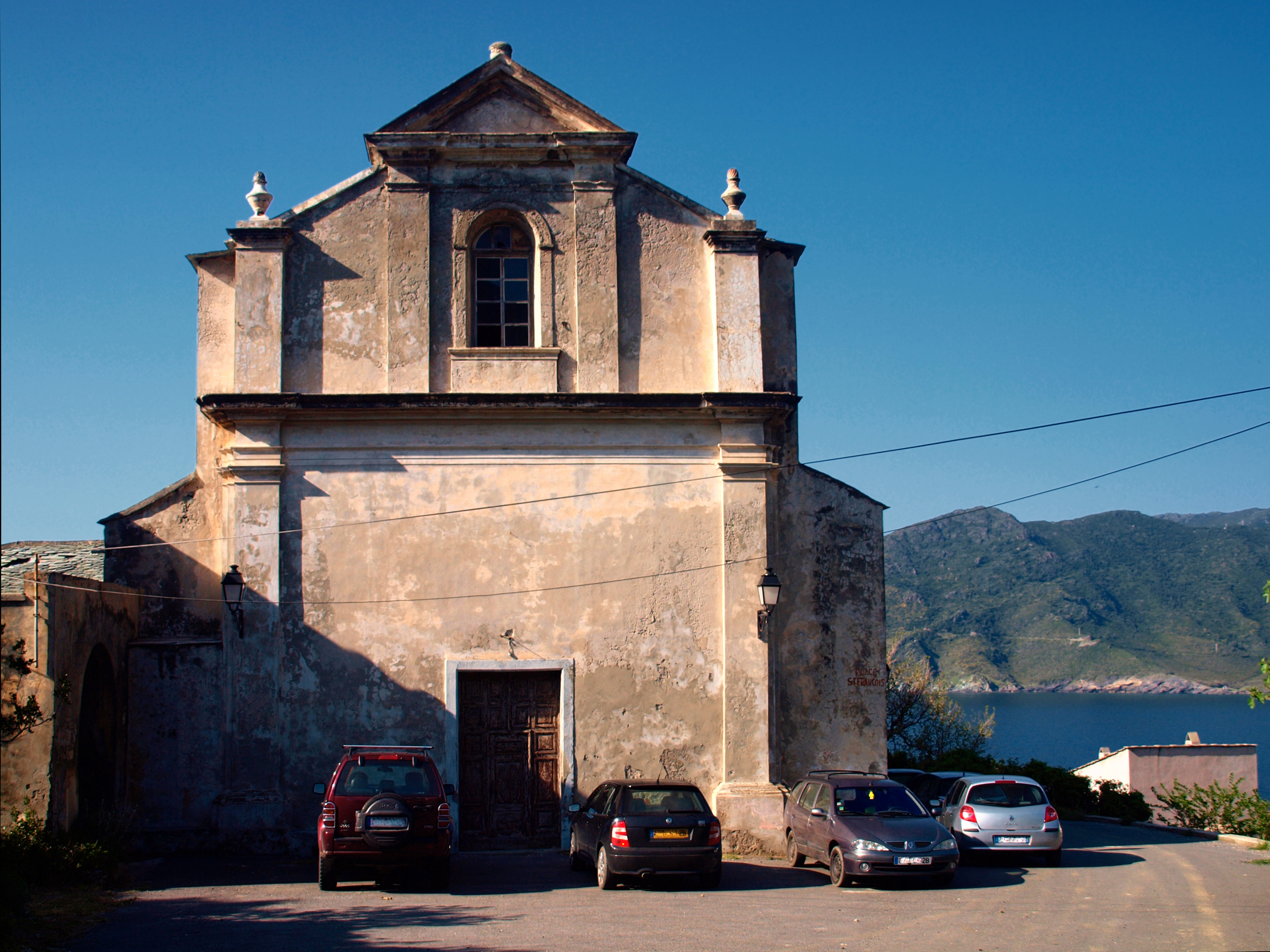
Монастырь св. Франциска